# Cratere Kepínski
Kepínski è un cratere lunare di 31,67 km situato nella parte nord-occidentale della faccia nascosta della Luna.
Il cratere è dedicato all'astronomo polacco Felicjan Kępiński.

## Crateri correlati
Alcuni crateri minori situati in prossimità di Kepínski sono convenzionalmente identificati, sulle mappe lunari, attraverso una lettera associata al nome.
| Kepínski | Coordinate             | Diametro (in km) |
| -------- | ---------------------- | ---------------- |
| C        | 30°01′12″N 128°01′12″E | 21,87            |
| N        | 26°38′24″N 126°12′36″E | 39,29            |
| W        | 29°53′24″N 124°51′36″E | 26,36            |